# Primeira Liga 2023-24
La Primeira Liga 2023-24 fue la nonagésima edición de la máxima competición futbolística de Portugal.
Un total de 18 equipos participaron en la competición, incluyendo 15 equipos de la temporada anterior y 3 provenientes de la Segunda División de Portugal 2022-23.

## Relevos
Moreirense (tras un año de ausencia), Farense (tras dos años de ausencia) y Estrela (ascendido por primera vez en la historia en su forma actual fundada en 2020 o tras catorce años de ausencia si se cuenta el club que fue disuelto en 2011 por quiebra) ascendieron de la Segunda Liga en sustitución del Marítimo (descendió tras treinta y ocho años en la máxima categoría), Paços de Ferreira (descendió tras cuatro años en la máxima categoría) y Santa Clara (descendió después de cinco años en la máxima categoría). Esta temporada marca la primera temporada del fútbol portugués de alto nivel desde la temporada 1984-85 en la que ningún equipo de la Azores y Madeira han participado
| Pos. | Descendidos a Segunda Liga |
| ---- | -------------------------- |
| 16.º | Marítimo                   |
| 17.º | Paços de Ferreira          |
| 18.º | Santa Clara                |

| Pos. | Ascendidos de Segunda Liga |
| ---- | -------------------------- |
| 1.º  | Moreirense                 |
| 2.º  | Farense                    |
| 3.º  | Estrela                    |

## Información
| Equipo               | Ciudad             | Entrenador       | Capitán          | Estadio                                               | Capacidad | Proveedor   | Patrocinador     |
| -------------------- | ------------------ | ---------------- | ---------------- | ----------------------------------------------------- | --------- | ----------- | ---------------- |
| Arouca               | Arouca             | Daniel Sousa     | João Basso       | Estadio Municipal de Arouca                           | 5 000     | Skita       | Construções      |
| Benfica              | Lisboa             | Roger Schmidt    | Nicolás Otamendi | Estádio da Luz                                        | 64 642    | Adidas      | Emirates         |
| Boavista             | Oporto             | Petit            | Sebastián Pérez  | Estadio do Bessa                                      | 28 263    | Kelme       | Placard          |
| Casa Pia             | Lisboa             | Pedro Moreira    | Vasco Fernandes  | Estadio Nacional de Portugal                          | 37 593    | Adidas      | ESC Online       |
| Chaves               | Chaves             | Moreno           | João Teixeira    | Estadio Municipal de Chaves                           | 8 400     | Lacatoni    | Forte de São     |
| Estoril              | Estoril            | Vasco Seabra     | Joãozinho        | Estadio António Coimbra da Mota                       | 8 015     | Kappa       | Solverde         |
| Estrela Amadora      | Amadora            | Sérgio Vieira    | Miguel Lopes     | Estadio José Gomes                                    | 9 288     | Lacatoni    | My Football Club |
| Famalicão            | Famalicão          | João Pedro Sousa | Riccieli         | Estadio Municipal 22 de Junio                         | 5 307     | Macron      | Placard          |
| Farense              | Faro               | José Mota        | Fabrício Isidoro | Estadio de São Luís                                   | 7 000     | Lacatoni    | Couteiro-Mor     |
| Gil Vicente          | Barcelos           | Vítor Campelos   | Rúben Fernandes  | Estadio Ciudad de Barcelos                            | 12 504    | Lacatoni    | Barcelos Tourism |
| Moreirense           | Moreira de Cónegos | Rui Borges       | Pedro Amador     | Parque de Jogos Comendador Joaquim de Almeida Freitas | 6 153     | CDT         | Placard          |
| Portimonense         | Portimão           | Paulo Sérgio     | Pedro Sá         | Estadio Municipal de Portimão                         | 4 961     | Mizuno      | McDonald's       |
| Porto                | Oporto             | Sérgio Conceição | Pepe             | Estadio do Dragão                                     | 50 033    | New Balance | Betano           |
| Rio Ave              | Vila do Conde      | Luís Freire      | Vítor Gomes      | Estadio do Rio Ave FC                                 | 5 300     | Puma        | MEO              |
| Sporting Braga       | Braga              | Artur Jorge      | Ricardo Horta    | Estadio Municipal de Braga                            | 30 286    | Hummel      | Moosh            |
| Sporting de Portugal | Lisboa             | Rúben Amorim     | Sebastián Coates | Estadio José Alvalade                                 | 50 095    | Nike        | Betano           |
| Vitória Guimarães    | Guimarães          | Álvaro Pacheco   | Tiago Silva      | Estadio Dom Afonso Henriques                          | 30 165    | Macron      | Placard          |
| Vizela               | Vizela             | Pablo Villar     | Samu             | Estádio do FC Vizela                                  | 6 000     | Lacatoni    | Vizela Tourism   |

### Cambios de entrenadores
| Equipo            | Entrenador (Jornadas)   | Fecha de vacante         | Tipo de salida               | Posición en la tabla | Entrenador entrante | Fecha de nombramiento    |
| ----------------- | ----------------------- | ------------------------ | ---------------------------- | -------------------- | ------------------- | ------------------------ |
| Arouca            | Armando Evangelista     | 29 de mayo de 2023       | Contratado por Goiás         | Pretemporada         | Daniel Ramos        | 29 de mayo de 2023       |
| Vizela            | Tulipa                  | 31 de mayo de 2023       | Consentimiento Mutuo         | Pretemporada         | Pablo Villar        | 2 de junio de 2023       |
| Moreirense        | Paulo Alves             | 11 de mayo de 2023       | Fin de contrato              | Pretemporada         | Rui Borges          | 1 de julio de 2023       |
| Chaves            | Vítor Campelos          | 2 de junio de 2023       | Fin de contrato              | Pretemporada         | José Manuel Gomes   | 16 de junio de 2023      |
| Estoril           | Ricardo Soares          | 6 de junio de 2023       | Contratado por Beijing Guoan | Pretemporada         | Álvaro Pacheco      | 19 de junio de 2023      |
| Gil Vicente       | Daniel Sousa            | 26 de junio de 2023      | Fin de contrato              | Pretemporada         | Vítor Campelos      | 30 de junio de 2023      |
| Vitória Guimarães | Moreno (1)              | 13 de agosto de 2023     | Renuncia                     | 9.º                  | Paulo Turra         | 21 de agosto de 2023     |
| Chaves            | José Manuel Gomes (1–5) | 19 de septiembre de 2023 | Despedido                    | 18.º                 | Moreno              | 21 de septiembre de 2023 |
| Estoril           | Álvaro Pacheco (1–6)    | 24 de septiembre de 2023 | Despedido                    | 17.º                 | Vasco Seabra        | 25 de septiembre de 2023 |
| Vitória Guimarães | Paulo Turra (2–7)       | 3 de octubre de 2023     | Despedido                    | 6.º                  | Álvaro Pacheco      | 4 de octubre de 2023     |
| Casa Pia          | Filipe Martins (1–11)   | 12 de noviembre de 2023  | Renuncia                     | 15.º                 | Pedro Moreira       | 21 de noviembre de 2023  |
| Arouca            | Daniel Ramos (1–11)     | 15 de noviembre de 2023  | Despedido                    | 18.º                 | Daniel Sousa        | 15 de noviembre de 2023  |

## Localización
| Región    | N.º | Equipos                                                                        |
| --------- | --- | ------------------------------------------------------------------------------ |
| Braga     | 6   | Famalicão, Gil Vicente, Moreirense, Sporting Braga, Vitória Guimarães y Vizela |
| Lisboa    | 5   | Benfica, Casa Pia, Estoril, Estrela Amadora y Sporting de Portugal             |
| Oporto    | 3   | Boavista, Porto y Rio Ave                                                      |
| Faro      | 2   | Farense y Portimonense                                                         |
| Aveiro    | 1   | Arouca                                                                         |
| Vila Real | 1   | Chaves                                                                         |

## Desarrollo

### Clasificación
| Pos. | Equipo                   | Pts. | PJ | G  | E  | P  | GF | GC | Dif. | Clasificación 2024–25                      |
| ---- | ------------------------ | ---- | -- | -- | -- | -- | -- | -- | ---- | ------------------------------------------ |
| 1    | Sporting de Portugal (C) | 90   | 34 | 29 | 3  | 2  | 96 | 29 | +67  | Fase de liga de la Liga de Campeones       |
| 2    | Benfica                  | 80   | 34 | 25 | 5  | 4  | 77 | 28 | +49  | Fase de liga de la Liga de Campeones       |
| 3    | Porto                    | 72   | 34 | 22 | 6  | 6  | 63 | 27 | +36  | Fase de liga de la Liga Europa             |
| 4    | Sporting Braga           | 68   | 34 | 21 | 5  | 8  | 71 | 50 | +21  | Segunda ronda de la Liga Europa            |
| 5    | Vitória Guimarães        | 63   | 34 | 19 | 6  | 9  | 52 | 38 | +14  | Segunda ronda de la Liga Conferencia       |
| 6    | Moreirense               | 55   | 34 | 16 | 7  | 11 | 36 | 35 | +1   |                                            |
| 7    | Arouca                   | 46   | 34 | 13 | 7  | 14 | 54 | 50 | +4   |                                            |
| 8    | Famalicão                | 42   | 34 | 10 | 12 | 12 | 37 | 41 | −4   |                                            |
| 9    | Casa Pia                 | 38   | 34 | 10 | 8  | 16 | 38 | 50 | −12  |                                            |
| 10   | Farense                  | 37   | 34 | 10 | 7  | 17 | 46 | 51 | −5   |                                            |
| 11   | Rio Ave                  | 37   | 34 | 6  | 19 | 9  | 38 | 43 | −5   |                                            |
| 12   | Gil Vicente              | 36   | 34 | 9  | 9  | 16 | 42 | 52 | −10  |                                            |
| 13   | Estoril                  | 33   | 34 | 9  | 6  | 19 | 49 | 58 | −9   |                                            |
| 14   | Estrela Amadora          | 33   | 34 | 7  | 12 | 15 | 33 | 53 | −20  |                                            |
| 15   | Boavista                 | 32   | 34 | 7  | 11 | 16 | 39 | 62 | −23  |                                            |
| 16   | Portimonense (D)         | 32   | 34 | 8  | 8  | 18 | 39 | 72 | −33  | Play-offs de promoción de categoría        |
| 17   | Vizela (D)               | 26   | 34 | 5  | 11 | 18 | 36 | 66 | −30  | Descenso a la Segunda División de Portugal |
| 18   | Chaves (D)               | 23   | 34 | 5  | 8  | 21 | 31 | 82 | −51  | Descenso a la Segunda División de Portugal |

Actualizado a los partidos jugados el 18 de mayo de 2024.
 Fuente: Primeira Liga
Criterios de clasificación: Puntos · Enfrentamientos directos · Diferencia de goles en enfrentamientos directos
Notas:
1. ↑  El Benfica clasificó a la fase de liga de la Liga de Campeones automáticamente debido a que el campeón de la edición 2023-24, el Real Madrid ya había clasificado mediante su liga nacional, en consecuencia el Benfica accedió de manera automática al ser el club mejor posicionado en el Coeficiente UEFA.

### Evolución de la clasificación
| Equipo               | 01 | 02 | 03  | 04 | 05 | 06 | 07 | 08 | 09 | 10 | 11 | 12 | 13 | 14 | 15 | 16 | 17 | 18 | 19 | 20  | 21  | 22 | 23  | 24 | 25  | 26 | 27 | 28 | 29 | 30 | 31 | 32 | 33 | 34 |
| Equipo               |    |    |     |    |    |    |    |    |    |    |    |    |    |    |    |    |    |    |    |     |     |    |     |    |     |    |    |    |    |    |    |    |    |    |
| -------------------- | -- | -- | --- | -- | -- | -- | -- | -- | -- | -- | -- | -- | -- | -- | -- | -- | -- | -- | -- | --- | --- | -- | --- | -- | --- | -- | -- | -- | -- | -- | -- | -- | -- | -- |
| Sporting de Portugal | 6  | 2  | 3   | 3  | 2  | 1  | 1  | 1  | 1  | 1  | 2  | 1  | 1  | 1  | 1  | 1  | 1  | 1  | 1  | 2*  | 1*  | 1* | 2*  | 1* | 1*  | 1* | 1* | 1* | 1* | 1  | 1  | 1  | 1  | 1  |
| Benfica              | 12 | 11 | 5   | 4  | 4  | 3  | 2  | 2  | 2  | 2  | 1  | 2  | 3  | 2  | 2  | 2  | 2  | 2  | 2  | 1   | 2   | 2  | 1   | 2  | 2   | 2  | 2  | 2  | 2  | 2  | 2  | 2  | 2  | 2  |
| Porto                | 7  | 3  | 2   | 2  | 3  | 2  | 3  | 3  | 3  | 3  | 3  | 3  | 2  | 3  | 3  | 3  | 3  | 3  | 3  | 3   | 3   | 3  | 3   | 3  | 3   | 3  | 3  | 3  | 3  | 3  | 3  | 3  | 3  | 3  |
| Sporting Braga       | 14 | 10 | 11* | 7  | 8  | 6  | 5  | 4  | 5  | 4  | 4  | 4  | 4  | 4  | 4  | 4  | 4  | 4  | 4  | 4   | 4   | 4  | 4   | 4  | 4   | 4  | 4  | 4  | 4  | 4  | 4  | 4  | 4  | 4  |
| Vitória Guimarães    | 9  | 4  | 1   | 5  | 5  | 7  | 6  | 5  | 4  | 5  | 6  | 5  | 5  | 5  | 5  | 5  | 5  | 5  | 5  | 5   | 5   | 5  | 5   | 5  | 5   | 5  | 5  | 5  | 5  | 5  | 5  | 5  | 5  | 5  |
| Moreirense           | 13 | 14 | 15* | 10 | 16 | 9  | 8  | 8  | 7  | 6  | 5  | 6  | 6  | 6  | 6  | 6  | 6  | 6  | 6  | 6   | 6   | 6  | 6   | 6  | 6   | 6  | 6  | 6  | 6  | 7  | 6  | 6  | 6  | 6  |
| Arouca               | 4  | 5  | 6   | 8  | 11 | 12 | 13 | 16 | 15 | 18 | 18 | 18 | 17 | 14 | 10 | 13 | 14 | 10 | 8  | 7   | 7   | 7  | 7   | 7  | 7   | 7  | 7  | 7  | 7  | 6  | 7  | 7  | 7  | 7  |
| Famalicão            | 8  | 6  | 8   | 6  | 7  | 5  | 7  | 7  | 8  | 8  | 7  | 7  | 7  | 7  | 8  | 9  | 7  | 8  | 10 | 10* | 10* | 9* | 10* | 9* | 10* | 8* | 8* | 8* | 8* | 8  | 8  | 8  | 8  | 8  |
| Casa Pia             | 2  | 8  | 7   | 9  | 6  | 8  | 10 | 10 | 13 | 13 | 15 | 11 | 13 | 10 | 12 | 8  | 10 | 12 | 13 | 14  | 16  | 12 | 11  | 10 | 11  | 11 | 9  | 9  | 9  | 9  | 9  | 11 | 12 | 9  |
| Farense              | 17 | 17 | 10  | 15 | 10 | 11 | 12 | 13 | 12 | 9  | 8  | 8  | 8  | 8  | 7  | 7  | 8  | 7  | 7  | 8   | 8   | 8  | 8   | 11 | 12  | 12 | 13 | 10 | 10 | 10 | 10 | 9  | 9  | 10 |
| Rio Ave              | 3  | 12 | 13  | 11 | 12 | 15 | 16 | 17 | 17 | 15 | 16 | 16 | 15 | 16 | 16 | 15 | 16 | 16 | 16 | 15  | 13  | 15 | 14  | 13 | 14  | 15 | 14 | 12 | 11 | 11 | 12 | 10 | 10 | 11 |
| Gil Vicente          | 1  | 7  | 9   | 14 | 9  | 10 | 9  | 9  | 11 | 12 | 11 | 13 | 14 | 15 | 14 | 14 | 15 | 11 | 9  | 9   | 11  | 10 | 9   | 8  | 8   | 9  | 11 | 14 | 14 | 12 | 13 | 12 | 11 | 12 |
| Estoril              | 10 | 9  | 12  | 16 | 17 | 17 | 17 | 18 | 18 | 16 | 13 | 14 | 12 | 13 | 9  | 10 | 13 | 15 | 14 | 11  | 12  | 14 | 13  | 15 | 16  | 14 | 12 | 13 | 13 | 14 | 11 | 13 | 13 | 13 |
| Estrela Amadora      | 15 | 15 | 14  | 13 | 15 | 14 | 15 | 11 | 9  | 10 | 12 | 12 | 9  | 9  | 11 | 11 | 11 | 13 | 15 | 16  | 14  | 16 | 15  | 16 | 13  | 13 | 15 | 15 | 15 | 15 | 15 | 15 | 15 | 14 |
| Boavista             | 5  | 1  | 4   | 1  | 1  | 4  | 4  | 6  | 6  | 7  | 9  | 9  | 10 | 11 | 13 | 12 | 9  | 9  | 12 | 12  | 9   | 11 | 12  | 12 | 9   | 10 | 10 | 11 | 12 | 13 | 14 | 14 | 14 | 15 |
| Portimonense         | 18 | 18 | 17  | 17 | 13 | 16 | 11 | 12 | 10 | 11 | 10 | 10 | 11 | 12 | 15 | 16 | 12 | 14 | 11 | 13  | 15  | 13 | 16  | 14 | 15  | 16 | 16 | 16 | 16 | 16 | 16 | 16 | 16 | 16 |
| Vizela               | 11 | 13 | 16  | 12 | 14 | 13 | 14 | 15 | 16 | 14 | 14 | 15 | 18 | 17 | 17 | 17 | 17 | 17 | 17 | 18  | 17  | 18 | 18  | 17 | 17  | 17 | 17 | 17 | 18 | 18 | 18 | 18 | 17 | 17 |
| Chaves               | 16 | 16 | 18  | 18 | 18 | 18 | 18 | 14 | 14 | 17 | 17 | 17 | 16 | 18 | 18 | 18 | 18 | 18 | 18 | 17  | 18  | 17 | 17  | 18 | 18  | 18 | 18 | 18 | 17 | 17 | 17 | 17 | 18 | 18 |

(*) Indica la posición del equipo con un partido pendiente

## Resultados

### Primera vuelta
| Sporting Braga       | 1 – 2 | Famalicão         | Estadio Municipal de Braga                            | 11 de agosto | 20:15 |
| Gil Vicente          | 5 – 0 | Portimonense      | Estadio Ciudad de Barcelos                            | 12 de agosto | 15:30 |
| Farense              | 0 – 3 | Casa Pia          | Estadio de São Luís                                   | 12 de agosto | 18:00 |
| Sporting de Portugal | 3 – 2 | Vizela            | Estadio José Alvalade                                 | 12 de agosto | 20:30 |
| Rio Ave              | 2 – 0 | Chaves            | Estadio do Rio Ave FC                                 | 13 de agosto | 15:30 |
| Estrela              | 0 – 1 | Vitória Guimarães | Estadio José Gomes                                    | 13 de agosto | 18:00 |
| Arouca               | 4 – 3 | Estoril           | Estadio Municipal de Arouca                           | 13 de agosto | 20:30 |
| Moreirense           | 1 – 2 | Porto             | Parque de Jogos Comendador Joaquim de Almeida Freitas | 14 de agosto | 18:45 |
| Boavista             | 3 – 2 | Benfica           | Estadio do Bessa                                      | 14 de agosto | 20:45 |

| Casa Pia          | 1 – 2 | Sporting de Portugal | Nacional de Portugal  | 18 de agosto | 20:15 |
| Vitória Guimarães | 2 – 1 | Gil Vicente          | Don Alfonso Henriques | 19 de agosto | 15:30 |
| Chaves            | 2 – 4 | Sporting Braga       | Municipal de Chaves   | 19 de agosto | 18:00 |
| Benfica           | 2 – 0 | Estrela              | Da Luz                | 19 de agosto | 20:30 |
| Portimonense      | 1 – 4 | Boavista             | Municipal de Portimão | 19 de agosto | 20:30 |
| Estoril           | 2 – 0 | Rio Ave              | António Coimbra       | 20 de agosto | 15:30 |
| Porto             | 2 – 1 | Farense              | Do Dragão             | 20 de agosto | 18:00 |
| Vizela            | 2 – 2 | Arouca               | Do FC Vizela          | 20 de agosto | 20:30 |
| Famalicão         | 0 – 0 | Moreirense           | Municipal 22 de Junio | 21 de agosto | 20:15 |

| Estrela              | 2 – 1 | Estoril        | José Gomes              | 25 de agosto    | 20:15 |
| Arouca               | 1 – 1 | Portimonense   | Municipal de Arouca     | 26 de agosto    | 15:30 |
| Farense              | 5 – 0 | Chaves         | São Luís                | 26 de agosto    | 15:30 |
| Gil Vicente          | 2 – 3 | Benfica        | Ciudad de Barcelos      | 26 de agosto    | 20:30 |
| Boavista             | 1 – 1 | Casa Pia       | Bessa                   | 27 de agosto    | 15:30 |
| Vitória Guimarães    | 2 – 0 | Vizela         | Don Alfonso Henriques   | 27 de agosto    | 18:00 |
| Sporting de Portugal | 1 – 0 | Famalicão      | José Alvalade           | 27 de agosto    | 20:30 |
| Rio Ave              | 1 – 2 | Porto          | Río Ave FC              | 28 de agosto    | 20:15 |
| Moreirense           | 2 – 3 | Sporting Braga | Parque Jogos J. Almeida | 9 de septiembre | 18:00 |

| Vizela         | 1 – 0 | Gil Vicente          | Do FC Vizela          | 1 de septiembre | 20:15 |
| Casa Pia       | 1 – 1 | Rio Ave              | Nacional de Portugal  | 2 de septiembre | 15:30 |
| Famalicão      | 1 – 0 | Farense              | Municipal 22 de Junio | 2 de septiembre | 18:00 |
| Portimonense   | 1 – 1 | Estrela              | Municipal de Portimão | 2 de septiembre | 18:00 |
| Benfica        | 4 – 0 | Vitória Guimarães    | Da Luz                | 2 de septiembre | 20:30 |
| Chaves         | 1 – 2 | Moreirense           | Municipal de Chaves   | 3 de septiembre | 15:30 |
| Estoril        | 1 – 2 | Boavista             | António Coimbra       | 3 de septiembre | 15:30 |
| Porto          | 1 – 1 | Arouca               | Do Dragão             | 3 de septiembre | 18:00 |
| Sporting Braga | 1 – 1 | Sporting de Portugal | Municipal de Braga    | 3 de septiembre | 20:30 |

| Estrela              | 0 – 1 | Porto          | José Gomes            | 15 de septiembre | 19:15 |
| Rio Ave              | 1 – 1 | Famalicão      | Do Río Ave            | 16 de septiembre | 15:30 |
| Farense              | 3 – 1 | Sporting Braga | São Luís              | 16 de septiembre | 18:00 |
| Vizela               | 1 – 2 | Benfica        | Do FC Vizela          | 16 de septiembre | 20:30 |
| Arouca               | 0 – 1 | Casa Pia       | Municipal de Arouca   | 17 de septiembre | 15:30 |
| Gil Vicente          | 5 – 3 | Estoril        | Ciudad de Barcelos    | 17 de septiembre | 15:30 |
| Vitória Guimarães    | 1 – 2 | Portimonense   | Don Alfonso Henriques | 17 de septiembre | 18:00 |
| Sporting de Portugal | 3 – 0 | Moreirense     | José Alvalade         | 17 de septiembre | 20:30 |
| Boavista             | 4 – 1 | Chaves         | Do Bessa              | 18 de septiembre | 20:15 |

| Famalicão            | 1 – 0 | Arouca            | Municipal 22 de Junio  | 22 de septiembre | 20:15 |
| Estoril              | 2 – 2 | Vizela            | Antonio Coimbra        | 23 de septiembre | 15:30 |
| Moreirense           | 1 – 0 | Farense           | Parque Joaquín Almeida | 23 de septiembre | 15:30 |
| Casa Pia             | 0 – 0 | Vitória Guimarães | Nacional de Portugal   | 23 de septiembre | 18:00 |
| Porto                | 2 – 1 | Gil Vicente       | Do Dragão              | 23 de septiembre | 20:30 |
| Chaves               | 2 – 2 | Estrela           | Municipal de Chaves    | 24 de septiembre | 15:30 |
| Portimonense         | 1 – 3 | Benfica           | Municipal de Portimão  | 24 de septiembre | 18:00 |
| Sporting Braga       | 4 – 1 | Boavista          | Municipal de Braga     | 24 de septiembre | 20:30 |
| Sporting de Portugal | 2 – 0 | Rio Ave           | José Alvalade          | 25 de septiembre | 20:15 |

| Estrela           | 2 – 4 | Sporting Braga       | José Gomes            | 28 de septiembre | 20:15 |
| Benfica           | 1 – 0 | Porto                | Da Luz                | 29 de septiembre | 20:15 |
| Vizela            | 2 – 3 | Portimonense         | Do FC Vizela          | 30 de septiembre | 15:30 |
| Boavista          | 2 – 2 | Famalicão            | Do Bessa              | 30 de septiembre | 18:00 |
| Farense           | 2 – 3 | Sporting de Portugal | De São Luís           | 30 de septiembre | 20:30 |
| Arouca            | 0 – 2 | Chaves               | Municipal de Arouca   | 1 de octubre     | 15:30 |
| Vitória Guimarães | 3 – 2 | Estoril              | Don Alfonso Henriques | 1 de octubre     | 18:00 |
| Rio Ave           | 0 – 4 | Moreirense           | Do Río Ave FC         | 1 de octubre     | 20:30 |
| Gil Vicente       | 2 – 0 | Casa Pia             | Ciudad de Barcelos    | 2 de octubre     | 20:15 |

| Moreirense           | 1 – 1 | Boavista          | Parque Joaquín Almeida | 6 de octubre | 20:15 |
| Chaves               | 4 – 2 | Gil Vicente       | Municipal de Chaves    | 7 de octubre | 15:30 |
| Farense              | 0 – 0 | Vizela            | São Luís               | 7 de octubre | 15:30 |
| Sporting Braga       | 2 – 1 | Rio Ave           | Municipal de Braga     | 7 de octubre | 18:00 |
| Estoril              | 0 – 1 | Benfica           | Antonio Coimbra        | 7 de octubre | 20:30 |
| Casa Pia             | 0 – 1 | Estrela           | Nacional de Portugal   | 8 de octubre | 15:30 |
| Famalicão            | 1 – 3 | Vitória Guimarães | Municipal 22 de Junio  | 8 de octubre | 15:30 |
| Porto                | 1 – 0 | Portimonense      | Do Dragão              | 8 de octubre | 18:00 |
| Sporting de Portugal | 2 – 1 | Arouca            | José Alvalade          | 8 de octubre | 20:30 |

| Arouca            | 0 – 1 | Moreirense           | Municipal de Arouca   | 27 de octubre | 20:15 |
| Portimonense      | 1 – 0 | Estoril              | Municipal de Portimão | 28 de octubre | 15:30 |
| Benfica           | 1 – 1 | Casa Pia             | Da Luz                | 28 de octubre | 18:00 |
| Vitória Guimarães | 5 – 0 | Chaves               | Don Alfonso Henriques | 28 de octubre | 18:00 |
| Gil Vicente       | 3 – 3 | Sporting Braga       | Ciudad de Barcelos    | 28 de octubre | 20:30 |
| Rio Ave           | 3 – 4 | Farense              | Do Río Ave FC         | 29 de octubre | 15:30 |
| Estrela           | 1 – 0 | Famalicão            | José Gomes            | 29 de octubre | 18:00 |
| Vizela            | 0 – 2 | Porto                | Do FC Vizela          | 29 de octubre | 20:30 |
| Boavista          | 0 – 2 | Sporting de Portugal | Do Bessa              | 30 de octubre | 20:15 |

| Porto                | 0 – 1 | Estoril           | Do Dragão              | 3 de noviembre | 20:15 |
| Chaves               | 0 – 2 | Benfica           | Municipal de Chaves    | 4 de noviembre | 15:30 |
| Famalicão            | 3 – 1 | Gil Vicente       | Municipal 22 de Junio  | 4 de noviembre | 18:00 |
| Sporting Braga       | 6 – 1 | Portimonense      | Municipal de Braga     | 4 de noviembre | 20:30 |
| Casa Pia             | 0 – 1 | Vizela            | Nacional de Portugal   | 5 de noviembre | 15:30 |
| Moreirense           | 1 – 0 | Vitória Guimarães | Parque Joaquín Almeida | 5 de noviembre | 15:30 |
| Rio Ave              | 2 – 0 | Boavista          | Do Río Ave FC          | 5 de noviembre | 18:00 |
| Sporting de Portugal | 3 – 2 | Estrela           | José Alvalade          | 5 de noviembre | 20:30 |
| Farense              | 2 – 0 | Arouca            | De São Luís            | 6 de noviembre | 20:15 |

| Estoril           | 4 – 0 | Casa Pia             | António Coimbra       | 10 de noviembre | 20:15 |
| Portimonense      | 2 – 1 | Chaves               | Municipal de Portimão | 11 de noviembre | 15:30 |
| Estrela           | 0 – 1 | Moreirense           | José Gomes            | 11 de noviembre | 18:00 |
| Vizela            | 0 – 0 | Famalicão            | Do FC Vizela          | 11 de noviembre | 18:00 |
| Vitória Guimarães | 1 – 2 | Porto                | Don Alfonso Henriques | 11 de noviembre | 20:30 |
| Boavista          | 1 – 3 | Farense              | Do Bessa              | 12 de noviembre | 15:30 |
| Gil Vicente       | 1 – 1 | Rio Ave              | Ciudad de Barceló     | 12 de noviembre | 15:30 |
| Arouca            | 0 – 1 | Sporting Braga       | Municipal de Arouca   | 12 de noviembre | 18:00 |
| Benfica           | 2 – 1 | Sporting de Portugal | Da Luz                | 12 de noviembre | 20:30 |

| Chaves               | 2 – 1 | Vizela            | Municipal de Chaves    | 1 de diciembre | 20:30 |
| Farense              | 1 – 2 | Vitória Guimarães | De São Luís            | 2 de diciembre | 15:30 |
| Rio Ave              | 1 – 1 | Estrela           | Do Río Ave FC          | 2 de diciembre | 15:30 |
| Famalicão            | 0 – 3 | Porto             | Municipal 22 de Junio  | 2 de diciembre | 18:00 |
| Casa Pia             | 1 – 0 | Portimonense      | Nacional de Portugal   | 2 de diciembre | 20:30 |
| Sporting Braga       | 3 – 1 | Estoril           | Municipal de Braga     | 3 de diciembre | 15:30 |
| Moreirense           | 0 – 0 | Benfica           | Parque Joaquín Almeida | 3 de diciembre | 18:00 |
| Boavista             | 0 – 4 | Arouca            | Do Bessa               | 3 de diciembre | 20:30 |
| Sporting de Portugal | 3 – 1 | Gil Vicente       | José Alvalade          | 4 de diciembre | 20:15 |

| Vizela            | 1 – 3 | Sporting Braga       | Do FC Vizela          | 8 de diciembre  | 15:30 |
| Benfica           | 1 – 1 | Farense              | Da Luz                | 8 de diciembre  | 18:00 |
| Portimonense      | 1 – 1 | Famalicão            | Municipal de Portimão | 9 de diciembre  | 15:30 |
| Vitória Guimarães | 3 – 2 | Sporting de Portugal | Don Alfonso Henriques | 9 de diciembre  | 18:00 |
| Porto             | 3 – 1 | Casa Pia             | Do Dragão             | 9 de diciembre  | 20:30 |
| Estrela           | 3 – 1 | Boavista             | José Gomes            | 10 de diciembre | 15:30 |
| Arouca            | 2 – 2 | Rio Ave              | Municipal de Arouca   | 10 de diciembre | 18:00 |
| Estoril           | 4 – 0 | Chaves               | Antonio Coimbra       | 10 de diciembre | 20:30 |
| Gil Vicente       | 1 – 1 | Moreirense           | Ciudad de Barcelos    | 11 de diciembre | 20:15 |

| Farense              | 0 – 0 | Estrela           | De São Luis            | 15 de diciembre | 20:15 |
| Rio Ave              | 1 – 1 | Vizela            | Do Río Ave FC          | 16 de diciembre | 15:30 |
| Arouca               | 3 – 0 | Gil Vicente       | Municipal de Arouca    | 16 de diciembre | 18:00 |
| Boavista             | 1 – 1 | Vitória Guimarães | Do Bessa               | 16 de diciembre | 20:30 |
| Chaves               | 1 – 3 | Casa Pia          | Municipal de Chaves    | 17 de diciembre | 15:30 |
| Moreirense           | 5 – 2 | Portimonense      | Parque Joaquín Almeida | 17 de diciembre | 15:30 |
| Famalicão            | 1 – 1 | Estoril           | Municipal 22 de Junio  | 17 de diciembre | 18:00 |
| Sporting Braga       | 0 – 1 | Benfica           | Municipal de Braga     | 17 de diciembre | 20:30 |
| Sporting de Portugal | 2 – 0 | Porto             | José Alvalade          | 18 de diciembre | 20:15 |

| Vitória Guimarães | 1 - 0 | Rio Ave              | Don Alfonso Henriques | 23 de diciembre | 15:30 |
| Vizela            | 0 - 0 | Moreirense           | Do FC Vizela          | 23 de diciembre | 15:30 |
| Estrela           | 1 - 4 | Arouca               | José Gomes            | 28 de diciembre | 20:15 |
| Benfica           | 3 - 0 | Famalicão            | Da Luz                | 29 de diciembre | 18:45 |
| Porto             | 1 - 0 | Chaves               | Do Dragão             | 29 de diciembre | 20:45 |
| Estoril           | 4 - 0 | Farense              | Antonio Coimbra       | 30 de diciembre | 15:30 |
| Gil Vicente       | 1 - 0 | Boavista             | Ciudad de Barcelos    | 30 de diciembre | 15:30 |
| Casa Pia          | 1 - 3 | Sporting Braga       | Nacional de Portugal  | 30 de diciembre | 18:00 |
| Portimonense      | 1 - 2 | Sporting de Portugal | Municipal de Portimão | 30 de diciembre | 20:30 |

| Sporting de Portugal | 5 - 1 | Estoril           | Estadio José Alvalade                                 | 5 de enero | 18:45 |
| Boavista             | 1 - 1 | Porto             | Estadio do Bessa                                      | 5 de enero | 20:45 |
| Estrela              | 1 - 1 | Vizela            | Estadio José Gomes                                    | 6 de enero | 15:30 |
| Farense              | 1 - 0 | Gil Vicente       | Estadio de São Luís                                   | 6 de enero | 15:30 |
| Arouca               | 0 - 3 | Benfica           | Estadio Municipal de Arouca                           | 6 de enero | 18:00 |
| Sporting Braga       | 1 - 1 | Vitória Guimarães | Estadio Municipal de Braga                            | 6 de enero | 20:30 |
| Rio Ave              | 2 - 0 | Portimonense      | Estadio do Rio Ave FC                                 | 7 de enero | 18:00 |
| Famalicão            | 2 - 2 | Chaves            | Estadio Municipal 22 de Junio                         | 7 de enero | 20:30 |
| Moreirense           | 1 - 4 | Casa Pia          | Parque de Jogos Comendador Joaquim de Almeida Freitas | 8 de enero | 20:15 |

| Portimonense      | 1 - 0 | Farense              | Estadio Municipal de Portimão   | 12 de enero | 20:15 |
| Casa Pia          | 0 - 2 | Famalicão            | Estadio Nacional de Portugal    | 13 de enero | 15:30 |
| Chaves            | 0 - 3 | Sporting de Portugal | Estadio Municipal de Chaves     | 13 de enero | 18:00 |
| Estoril           | 1 - 3 | Moreirense           | Estadio António Coimbra da Mota | 13 de enero | 20:30 |
| Gil Vicente       | 1 - 1 | Estrela              | Estadio Ciudad de Barcelos      | 14 de enero | 15:30 |
| Benfica           | 4 - 1 | Rio Ave              | Estádio da Luz                  | 14 de enero | 18:00 |
| Vizela            | 1 - 4 | Boavista             | Estádio do FC Vizela            | 14 de enero | 18:00 |
| Porto             | 2 - 0 | Sporting Braga       | Estadio do Dragão               | 14 de enero | 20:30 |
| Vitória Guimarães | 2 - 1 | Arouca               | Estadio Dom Afonso Henriques    | 15 de enero | 20:15 |

### Segunda vuelta
| Famalicão         | 1 - 2 | Sporting Braga       | Estadio Municipal 22 de Junio   | 18 de enero | 18:45 |
| Vizela            | 2 - 5 | Sporting de Portugal | Estádio do FC Vizela            | 18 de enero | 20:45 |
| Benfica           | 2 - 0 | Boavista             | Estádio da Luz                  | 19 de enero | 20:15 |
| Estoril           | 1 - 2 | Arouca               | Estadio António Coimbra da Mota | 20 de enero | 15:30 |
| Casa Pia          | 1 - 3 | Farense              | Estadio Nacional de Portugal    | 20 de enero | 18:00 |
| Porto             | 5 - 0 | Moreirense           | Estadio do Dragão               | 20 de enero | 20:30 |
| Portimonense      | 0 - 2 | Gil Vicente          | Estadio Municipal de Portimão   | 21 de enero | 15:30 |
| Chaves            | 0 - 0 | Rio Ave              | Estadio Municipal de Chaves     | 21 de enero | 18:00 |
| Vitória Guimarães | 3 - 0 | Estrela              | Estadio Dom Afonso Henriques    | 21 de enero | 20:30 |

| Boavista             | 1 - 4 | Portimonense      | Estadio do Bessa                                      | 28 de enero | 15:30 |
| Moreirense           | 1 - 0 | Famalicão         | Parque de Jogos Comendador Joaquim de Almeida Freitas | 28 de enero | 15:30 |
| Farense              | 1 - 3 | Porto             | Estadio de São Luís                                   | 28 de enero | 18:00 |
| Arouca               | 5 - 0 | Vizela            | Estadio Municipal de Arouca                           | 28 de enero | 20:30 |
| Gil Vicente          | 1 - 0 | Vitória Guimarães | Estadio Ciudad de Barcelos                            | 28 de enero | 20:30 |
| Estrela              | 1 - 4 | Benfica           | Estadio José Gomes                                    | 29 de enero | 18:45 |
| Sporting de Portugal | 8 - 0 | Casa Pia          | Estadio José Alvalade                                 | 29 de enero | 20:45 |
| Rio Ave              | 1 - 1 | Estoril           | Estadio do Rio Ave FC                                 | 31 de enero | 18:45 |
| Sporting Braga       | 1 - 1 | Chaves            | Estadio Municipal de Braga                            | 31 de enero | 20:45 |

| Portimonense   | 1 - 2 | Arouca               | Estadio Municipal de Portimão   | 3 de febrero | 15:30 |
| Porto          | 0 - 0 | Rio Ave              | Estadio do Dragão               | 3 de febrero | 20:30 |
| Chaves         | 1 - 1 | Farense              | Estadio Municipal de Chaves     | 4 de febrero | 15:30 |
| Vizela         | 0 - 1 | Vitória Guimarães    | Estádio do FC Vizela            | 4 de febrero | 15:30 |
| Benfica        | 3 - 0 | Gil Vicente          | Estádio da Luz                  | 4 de febrero | 18:00 |
| Estoril        | 1 - 0 | Estrela              | Estadio António Coimbra da Mota | 4 de febrero | 18:00 |
| Sporting Braga | 1 - 0 | Moreirense           | Estadio Municipal de Braga      | 4 de febrero | 20:30 |
| Casa Pia       | 0 - 0 | Boavista             | Estadio Nacional de Portugal    | 5 de febrero | 20:15 |
| Famalicão      | 0 – 1 | Sporting de Portugal | Estadio Municipal 22 de Junio   | 16 de abril  | 20:15 |

| Estrela              | 3 - 0 | Portimonense   | Estadio José Gomes                                    | 9 de febrero  | 20:15 |
| Farense              | 1 - 1 | Famalicão      | Estadio de São Luís                                   | 10 de febrero | 15:30 |
| Moreirense           | 1 - 0 | Chaves         | Parque de Jogos Comendador Joaquim de Almeida Freitas | 10 de febrero | 18:00 |
| Boavista             | 2 - 1 | Estoril        | Estadio do Bessa                                      | 10 de febrero | 20:30 |
| Rio Ave              | 1 - 0 | Casa Pia       | Estadio do Rio Ave FC                                 | 11 de febrero | 15:30 |
| Sporting de Portugal | 5 - 0 | Sporting Braga | Estadio José Alvalade                                 | 11 de febrero | 18:00 |
| Vitória Guimarães    | 2 - 2 | Benfica        | Estadio Dom Afonso Henriques                          | 11 de febrero | 20:30 |
| Arouca               | 3 - 2 | Porto          | Estadio Municipal de Arouca                           | 12 de febrero | 20:15 |
| Gil Vicente          | 0 - 1 | Vizela         | Estadio Ciudad de Barcelos                            | 13 de febrero | 15:30 |

| Famalicão      | 2 - 1 | Rio Ave              | Estadio Municipal 22 de Junio                         | 16 de febrero | 20:15 |
| Chaves         | 2 - 1 | Boavista             | Estadio Municipal de Chaves                           | 17 de febrero | 15:30 |
| Portimonense   | 1 - 1 | Vitória Guimarães    | Estadio Municipal de Portimão                         | 17 de febrero | 18:00 |
| Porto          | 2 - 0 | Estrela              | Estadio do Dragão                                     | 17 de febrero | 20:30 |
| Casa Pia       | 1 - 0 | Arouca               | Estadio Nacional de Portugal                          | 18 de febrero | 15:30 |
| Benfica        | 6 - 1 | Vizela               | Estádio da Luz                                        | 18 de febrero | 18:00 |
| Estoril        | 1 - 3 | Gil Vicente          | Estadio António Coimbra da Mota                       | 18 de febrero | 18:00 |
| Sporting Braga | 2 - 1 | Farense              | Estadio Municipal de Braga                            | 18 de febrero | 20:30 |
| Moreirense     | 0 - 2 | Sporting de Portugal | Parque de Jogos Comendador Joaquim de Almeida Freitas | 19 de febrero | 20:15 |

| Arouca            | 3 - 2 | Famalicão            | Estadio Municipal de Arouca  | 23 de febrero | 20:15 |
| Farense           | 0 - 1 | Moreirense           | Estadio de São Luís          | 24 de febrero | 15:30 |
| Estrela           | 1 - 1 | Chaves               | Estadio José Gomes           | 24 de febrero | 18:00 |
| Vitória Guimarães | 0 - 2 | Casa Pia             | Estadio Dom Afonso Henriques | 24 de febrero | 20:30 |
| Vizela            | 3 - 3 | Estoril              | Estádio do FC Vizela         | 25 de febrero | 15:30 |
| Benfica           | 4 - 0 | Portimonense         | Estádio da Luz               | 25 de febrero | 18:00 |
| Gil Vicente       | 1 - 1 | Porto                | Estadio Ciudad de Barcelos   | 25 de febrero | 18:00 |
| Rio Ave           | 3 - 3 | Sporting de Portugal | Estadio do Rio Ave FC        | 25 de febrero | 20:30 |
| Boavista          | 0 - 4 | Sporting Braga       | Estadio do Bessa             | 26 de febrero | 20:15 |

| Chaves               | 1 - 5 | Arouca            | Estadio Municipal de Chaves                           | 1 de marzo | 20:15 |
| Moreirense           | 0 - 0 | Rio Ave           | Parque de Jogos Comendador Joaquim de Almeida Freitas | 2 de marzo | 15:30 |
| Estoril              | 1 - 3 | Vitória Guimarães | Estadio António Coimbra da Mota                       | 2 de marzo | 18:00 |
| Sporting Braga       | 3 - 0 | Estrela           | Estadio Municipal de Braga                            | 2 de marzo | 20:30 |
| Casa Pia             | 0 - 0 | Gil Vicente       | Estadio Nacional de Portugal                          | 3 de marzo | 15:30 |
| Portimonense         | 0 - 0 | Vizela            | Estadio Municipal de Portimão                         | 3 de marzo | 15:30 |
| Sporting de Portugal | 3 - 2 | Farense           | Estadio José Alvalade                                 | 3 de marzo | 18:00 |
| Porto                | 5 - 0 | Benfica           | Estadio do Dragão                                     | 3 de marzo | 20:30 |
| Famalicão            | 1 - 1 | Boavista          | Estadio Municipal 22 de Junio                         | 4 de marzo | 20:15 |

| Portimonense      | 0 - 3 | Porto                | Estadio Municipal de Portimão | 8 de marzo  | 18:45 |
| Estrela           | 3 - 1 | Casa Pia             | Estadio José Gomes            | 8 de marzo  | 20:45 |
| Vizela            | 2 - 1 | Farense              | Estádio do FC Vizela          | 9 de marzo  | 15:30 |
| Boavista          | 1 - 0 | Moreirense           | Estadio do Bessa              | 9 de marzo  | 18:00 |
| Rio Ave           | 0 - 0 | Sporting Braga       | Estadio do Rio Ave FC         | 9 de marzo  | 18:00 |
| Vitória Guimarães | 1 - 0 | Famalicão            | Estadio Dom Afonso Henriques  | 9 de marzo  | 20:30 |
| Arouca            | 0 - 3 | Sporting de Portugal | Estadio Municipal de Arouca   | 10 de marzo | 18:00 |
| Benfica           | 3 - 1 | Estoril              | Estádio da Luz                | 10 de marzo | 20:30 |
| Gil Vicente       | 0 - 0 | Chaves               | Estadio Ciudad de Barcelos    | 11 de marzo | 20:15 |

| Estoril              | 1 - 0 | Portimonense      | Estadio António Coimbra da Mota                       | 15 de marzo | 20:15 |
| Famalicão            | 0 - 0 | Estrela           | Estadio Municipal 22 de Junio                         | 16 de marzo | 15:30 |
| Farense              | 1 - 1 | Rio Ave           | Estadio de São Luís                                   | 16 de marzo | 18:00 |
| Sporting Braga       | 2 - 1 | Gil Vicente       | Estadio Municipal de Braga                            | 16 de marzo | 18:00 |
| Porto                | 4 - 1 | Vizela            | Estadio do Dragão                                     | 16 de marzo | 20:30 |
| Chaves               | 1 - 2 | Vitória Guimarães | Estadio Municipal de Chaves                           | 17 de marzo | 15:30 |
| Moreirense           | 1 - 0 | Arouca            | Parque de Jogos Comendador Joaquim de Almeida Freitas | 17 de marzo | 15:30 |
| Casa Pia             | 0 - 1 | Benfica           | Estadio Nacional de Portugal                          | 17 de marzo | 18:00 |
| Sporting de Portugal | 6 - 1 | Boavista          | Estadio José Alvalade                                 | 17 de marzo | 20:30 |

| Gil Vicente       | 1 – 2 | Famalicão            | Estadio Ciudad de Barcelos      | 29 de marzo | 15:30 |
| Benfica           | 1 – 0 | Chaves               | Estádio da Luz                  | 29 de marzo | 18:00 |
| Estrela           | 1 – 2 | Sporting de Portugal | Estadio José Gomes              | 29 de marzo | 20:30 |
| Vitória Guimarães | 1 – 0 | Moreirense           | Estadio Dom Afonso Henriques    | 30 de marzo | 15:30 |
| Arouca            | 2 – 1 | Farense              | Estadio Municipal de Arouca     | 30 de marzo | 15:30 |
| Boavista          | 0 – 0 | Rio Ave              | Estadio do Bessa                | 30 de marzo | 18:00 |
| Estoril           | 1 – 0 | Porto                | Estadio António Coimbra da Mota | 30 de marzo | 20:30 |
| Vizela            | 0 – 4 | Casa Pia             | Estádio do FC Vizela            | 31 de marzo | 18:00 |
| Portimonense      | 3 – 5 | Sporting Braga       | Estadio Municipal de Portimão   | 1 de abril  | 20:15 |

| Farense              | 2 – 0 | Boavista          | Estadio de São Luís                                   | 5 de abril | 20:15 |  |
| Famalicão            | 3 – 2 | Vizela            | Estadio Municipal 22 de Junio                         | 6 de abril | 15:30 |  |
| Rio Ave              | 3 – 0 | Gil Vicente       | Estadio do Rio Ave FC                                 | 6 de abril | 15:30 |  |
| Sporting Braga       | 0 – 3 | Arouca            | Estadio Municipal de Braga                            | 6 de abril | 18:00 |  |
| Sporting de Portugal | 2 – 1 | Benfica           | Estadio José Alvalade                                 | 6 de abril | 20:30 |  |
| Chaves               | 2 – 3 | Portimonense      | Estadio Municipal de Chaves                           | 7 de abril | 15:30 |  |
| Moreirense           | 2 – 2 | Estrela           | Parque de Jogos Comendador Joaquim de Almeida Freitas | 7 de abril | 18:00 |  |
| Porto                | 1 – 2 | Vitória Guimarães | Estadio do Dragão                                     | 7 de abril | 20:30 |  |
| Casa Pia             | 0 – 0 | Estoril           | Estadio Nacional de Portugal                          | 8 de abril | 20:15 |  |

| Gil Vicente       | 0 – 4 | Sporting de Portugal | Estadio Ciudad de Barcelos      | 12 de abril | 20:15 |
| Vitória Guimarães | 1 – 1 | Farense              | Estadio Dom Afonso Henriques    | 13 de abril | 15:30 |
| Porto             | 2 – 2 | Famalicão            | Estadio do Dragão               | 13 de abril | 18:00 |
| Estoril           | 0 – 1 | Sporting Braga       | Estadio António Coimbra da Mota | 13 de abril | 20:30 |
| Estrela           | 2 – 2 | Rio Ave              | Estadio José Gomes              | 14 de abril | 15:30 |
| Arouca            | 2 – 1 | Boavista             | Estadio Municipal de Arouca     | 14 de abril | 18:00 |
| Portimonense      | 2 – 2 | Casa Pia             | Estadio Municipal de Portimão   | 14 de abril | 18:00 |
| Benfica           | 3 – 0 | Moreirense           | Estádio da Luz                  | 14 de abril | 20:30 |
| Vizela            | 0 – 1 | Chaves               | Estádio do FC Vizela            | 15 de abril | 20:15 |

| Rio Ave              | 1 – 1 | Arouca            | Estadio do Rio Ave FC                                 | 19 de abril | 20:15 |
| Moreirense           | 5 – 0 | Gil Vicente       | Parque de Jogos Comendador Joaquim de Almeida Freitas | 20 de abril | 15:30 |
| Boavista             | 1 – 1 | Estrela           | Estadio do Bessa                                      | 20 de abril | 18:00 |
| Sporting Braga       | 2 – 1 | Vizela            | Estadio Municipal de Braga                            | 20 de abril | 20:30 |
| Chaves               | 2 – 2 | Estoril           | Estadio Municipal de Chaves                           | 21 de abril | 15:30 |
| Famalicão            | 2 – 2 | Portimonense      | Estadio Municipal 22 de Junio                         | 21 de abril | 15:30 |
| Casa Pia             | 1 – 2 | Porto             | Estadio Nacional de Portugal                          | 21 de abril | 18:00 |
| Sporting de Portugal | 3 – 0 | Vitória Guimarães | Estadio José Alvalade                                 | 21 de abril | 20:30 |
| Farense              | 1 – 3 | Benfica           | Estadio de São Luís                                   | 22 de abril | 20:15 |

| Gil Vicente       | 2 – 2 | Arouca               | Estadio Ciudad de Barcelos      | 26 de abril | 20:15 |
| Casa Pia          | 3 – 1 | Chaves               | Estadio Nacional de Portugal    | 27 de abril | 15:30 |
| Vizela            | 1 – 1 | Rio Ave              | Estádio do FC Vizela            | 27 de abril | 15:30 |
| Benfica           | 3 – 1 | Sporting Braga       | Estádio da Luz                  | 27 de abril | 18:00 |
| Vitória Guimarães | 1 – 0 | Boavista             | Estadio Dom Afonso Henriques    | 27 de abril | 20:30 |
| Portimonense      | 0 – 2 | Moreirense           | Estadio Municipal de Portimão   | 28 de abril | 15:30 |
| Estoril           | 1 – 0 | Famalicão            | Estadio António Coimbra da Mota | 28 de abril | 18:00 |
| Porto             | 2 – 2 | Sporting de Portugal | Estadio do Dragão               | 28 de abril | 20:30 |
| Estrela           | 0 – 3 | Farense              | Estadio José Gomes              | 29 de abril | 20:15 |

| Moreirense           | 1 – 0 | Vizela            | Parque de Jogos Comendador Joaquim de Almeida Freitas | 3 de mayo | 20:15 |
| Boavista             | 1 – 1 | Gil Vicente       | Estadio do Bessa                                      | 4 de mayo | 15:30 |
| Rio Ave              | 2 – 1 | Vitória Guimarães | Estadio do Rio Ave FC                                 | 4 de mayo | 15:30 |
| Sporting de Portugal | 3 – 0 | Portimonense      | Estadio José Alvalade                                 | 4 de mayo | 18:00 |
| Chaves               | 0 – 3 | Porto             | Estadio Municipal de Chaves                           | 4 de mayo | 20:30 |
| Farense              | 3 – 2 | Estoril           | Estadio de São Luís                                   | 5 de mayo | 15:30 |
| Arouca               | 0 – 0 | Estrela           | Estadio Municipal de Arouca                           | 5 de mayo | 18:00 |
| Sporting Braga       | 4 – 3 | Casa Pia          | Estadio Municipal de Braga                            | 5 de mayo | 18:00 |
| Famalicão            | 2 – 0 | Benfica           | Estadio Municipal 22 de Junio                         | 5 de mayo | 20:30 |

| Chaves            | 0 – 1 | Famalicão            | Estadio Municipal de Chaves     | 10 de mayo | 20:15 |
| Portimonense      | 2 – 2 | Rio Ave              | Estadio Municipal de Portimão   | 11 de mayo | 15:30 |
| Vizela            | 4 – 0 | Estrela              | Estádio do FC Vizela            | 11 de mayo | 15:30 |
| Estoril           | 0 – 1 | Sporting de Portugal | Estadio António Coimbra da Mota | 11 de mayo | 18:00 |
| Vitória Guimarães | 2 – 3 | Sporting Braga       | Estadio Dom Afonso Henriques    | 11 de mayo | 20:30 |
| Gil Vicente       | 2 – 0 | Farense              | Estadio Ciudad de Barcelos      | 12 de mayo | 15:30 |
| Casa Pia          | 0 – 1 | Moreirense           | Estadio Nacional de Portugal    | 12 de mayo | 15:30 |
| Benfica           | 5 – 0 | Arouca               | Estádio da Luz                  | 12 de mayo | 18:00 |
| Porto             | 2 – 1 | Boavista             | Estadio do Dragão               | 12 de mayo | 20:30 |

| Famalicão            | 1 – 2 | Casa Pia          | Estadio Municipal 22 de Junio                         | 17 de mayo | 18:45 |
| Rio Ave              | 1 – 1 | Benfica           | Estadio do Rio Ave FC                                 | 17 de mayo | 20:45 |
| Boavista             | 2 – 2 | Vizela            | Estadio do Bessa                                      | 18 de mayo | 15:30 |
| Estrela              | 1 – 0 | Gil Vicente       | Estadio José Gomes                                    | 18 de mayo | 15:30 |
| Arouca               | 1 – 3 | Vitória Guimarães | Estadio Municipal de Arouca                           | 18 de mayo | 15:30 |
| Farense              | 1 – 3 | Portimonense      | Estadio de São Luís                                   | 18 de mayo | 15:30 |
| Moreirense           | 2 – 1 | Estoril           | Parque de Jogos Comendador Joaquim de Almeida Freitas | 18 de mayo | 18:00 |
| Sporting de Portugal | 3 – 0 | Chaves            | Estadio José Alvalade                                 | 18 de mayo | 18:00 |
| Sporting Braga       | 0 – 1 | Porto             | Estadio Municipal de Braga                            | 18 de mayo | 20:30 |

### Tabla de resultados cruzados
| Local \ Visitante    | ARO | BEN | BOA | CAS | CHA | EST | EDA | FAM | FAR | GVI | MOR | PRT | POR | RAV | BRA | SCP | VIT | VIZ |
| -------------------- | --- | --- | --- | --- | --- | --- | --- | --- | --- | --- | --- | --- | --- | --- | --- | --- | --- | --- |
| Arouca               | —   | 0–3 | 2–1 | 0–1 | 0–2 | 4–3 | 0–0 | 3–2 | 2–1 | 3–0 | 0–1 | 1–1 | 3–2 | 2–2 | 0–1 | 0–3 | 1–3 | 5–0 |
| Benfica              | 5–0 | —   | 2–0 | 1–1 | 1–0 | 3–1 | 2–0 | 3–0 | 1–1 | 3–0 | 3–0 | 4–0 | 1–0 | 4–1 | 3–1 | 2–1 | 4–0 | 6–1 |
| Boavista             | 0–4 | 3–2 | —   | 1–1 | 4–1 | 2–1 | 1–1 | 2–2 | 1–3 | 1–1 | 1–0 | 1–4 | 1–1 | 0–0 | 0–4 | 0–2 | 1–1 | 2–2 |
| Casa Pia             | 1–0 | 0–1 | 0–0 | —   | 3–1 | 0–0 | 0–1 | 0–2 | 1–3 | 0–0 | 0–1 | 1–0 | 1–2 | 1–1 | 1–3 | 1–2 | 0–0 | 0–1 |
| Chaves               | 1–5 | 0–2 | 2–1 | 1–3 | —   | 2–2 | 2–2 | 0–1 | 1–1 | 4–2 | 1–2 | 2–3 | 0–3 | 0–0 | 2–4 | 0–3 | 1–2 | 2–1 |
| Estoril              | 1–2 | 0–1 | 1–2 | 4–0 | 4–0 | —   | 1–0 | 1–0 | 4–0 | 1–3 | 1–3 | 1–0 | 1–0 | 2–0 | 0–1 | 0–1 | 1–3 | 2–2 |
| Estrela Amadora      | 1–4 | 1–4 | 3–1 | 3–1 | 1–1 | 2–1 | —   | 1–0 | 0–3 | 1–0 | 0–1 | 3–0 | 0–1 | 2–2 | 2–4 | 1–2 | 0–1 | 1–1 |
| Famalicão            | 1–0 | 2–0 | 1–1 | 1–2 | 2–2 | 1–1 | 0–0 | —   | 1–0 | 3–1 | 0–0 | 2–2 | 0–3 | 2–1 | 1–2 | 0–1 | 1–3 | 3–2 |
| Farense              | 2–0 | 1–3 | 2–0 | 0–3 | 5–0 | 3–2 | 0–0 | 1–1 | —   | 1–0 | 0–1 | 1–3 | 1–3 | 1–1 | 3–1 | 2–3 | 1–2 | 0–0 |
| Gil Vicente          | 2–2 | 2–3 | 1–0 | 2–0 | 0–0 | 5–3 | 1–1 | 1–2 | 2–0 | —   | 1–1 | 5–0 | 1–1 | 1–1 | 3–3 | 0–4 | 1–0 | 0–1 |
| Moreirense           | 1–0 | 0–0 | 1–1 | 1–4 | 1–0 | 2–1 | 2–2 | 1–0 | 1–0 | 0–1 | —   | 5–2 | 1–2 | 0–0 | 2–3 | 0–2 | 1–0 | 1–0 |
| Portimonense         | 1–2 | 1–3 | 1–4 | 2–2 | 2–1 | 1–0 | 1–1 | 1–1 | 1–0 | 0–2 | 0–2 | —   | 0–3 | 2–2 | 3–5 | 1–2 | 1–1 | 0–0 |
| Porto                | 1–1 | 5–0 | 2–1 | 3–1 | 1–0 | 0–1 | 2–0 | 2–2 | 2–1 | 2–1 | 5–0 | 1–0 | —   | 0–0 | 2–0 | 2–2 | 1–2 | 4–1 |
| Rio Ave              | 1–1 | 1–1 | 2–0 | 1–0 | 2–0 | 1–1 | 1–1 | 1–1 | 3–4 | 3–0 | 0–4 | 2–0 | 1–2 | —   | 0–0 | 3–3 | 2–1 | 1–1 |
| Sporting Braga       | 0–3 | 0–1 | 4–1 | 4–3 | 1–1 | 3–1 | 3–0 | 1–2 | 2–1 | 2–1 | 1–0 | 6–1 | 0–1 | 2–1 | —   | 1–1 | 1–1 | 2–1 |
| Sporting de Portugal | 2–1 | 2–1 | 6–1 | 8–0 | 3–0 | 5–1 | 3–2 | 1–0 | 3–2 | 3–1 | 3–0 | 3–0 | 2–0 | 2–0 | 5–0 | —   | 3–0 | 3–2 |
| Vitória Guimarães    | 2–1 | 2–2 | 1–0 | 0–2 | 5–0 | 3–2 | 3–0 | 1–0 | 1–1 | 2–1 | 1–0 | 1–2 | 1–2 | 1–0 | 2–3 | 3–2 | —   | 2–0 |
| Vizela               | 2–2 | 1–2 | 1–4 | 0–4 | 0–1 | 3–3 | 4–0 | 0–0 | 2–1 | 1–0 | 0–0 | 2–3 | 0–2 | 1–1 | 1–3 | 2–5 | 0–1 | —   |

## Partido de ascenso y descenso
El décimo sexto lugar de este torneo, Portimonense, jugó contra el tercer lugar de la Segunda División 2023-24, AVS, en partidos de ida y vuelta para determinar al último equipo integrante de la Primeira Liga de la próxima temporada.
- Los horarios corresponden al huso horario de verano portugués (UTC+1).

| 25 de mayo de 2024 | Portimonense | 1:2 (0:1) | AVS                       | Estadio Municipal de Portimão, Portimão |  |
| 19:45              | Teixeira 86' | Reporte   | Correia 19' · Martins 47' |                                         |  |

| 2 de junio de 2024 | AVS                     | 2:1 (0:0) (Global 4:2) | Portimonense   | Estádio do CD Aves, Vila das Aves |                                 |
| 19:45              | Mercado 51' · Benny 89' | Reporte                | Carrillo 90+4' | Árbitro(s): João Pedro Pinheiro   | Árbitro(s): João Pedro Pinheiro |

## Datos y estadísticas

### Récords
- Primer gol de la temporada: Anotado por Ricardo Horta, para el Sporting Braga contra el  Famalicão (11 de agosto de 2023)
- Último gol de la temporada:
- Gol más rápido:
- Gol más cercano al final del encuentro:
- Mayor número de goles marcados en un partido:
- Partido con más espectadores:
- Partido con menos espectadores:
- Mayor victoria local:
- Mayor victoria visitante:

### Máximos goleadores
Actualizado el 18 de mayo de 2024.
| Pos. | Jugador                  | Equipo          | Goles | Part. | Prom. |
| ---- | ------------------------ | --------------- | ----- | ----- | ----- |
| 1    | Viktor Gyökeres          | Sporting C. P.  | 29    | 33    | 0.88  |
| 2    | Simon Banza              | S. C. Braga     | 21    | 28    | 0.75  |
| 3    | Rafa Mujica              | F. C. Arouca    | 20    | 30    | 0.67  |
| 4    | Samuel Essende           | F. C. Vizela    | 15    | 28    | 0.54  |
| 5    | Jhonder Cádiz            | F. C. Familicão | 15    | 30    | 0.5   |
| 6    | Paulinho                 | Sporting C. P.  | 15    | 31    | 0.48  |
| 7    | Cristo González Pérez    | F. C. Arouca    | 15    | 34    | 0.44  |
| 8    | Rafa Silva               | S. L. Benfica   | 14    | 30    | 0.47  |
| 9    | Héctor Hernández Marrero | G. D. Chaves    | 14    | 32    | 0.44  |
| 10   | Evanilson                | F. C. Porto     | 13    | 27    | 0.48  |
| 11   | Bruno Duarte             | S. C. Farense   | 13    | 32    | 0.41  |

### Máximos asistentes
Actualizado el 18 de mayo de 2024.
| Pos. | Jugador               | Equipo         | Asist. | Part. | Prom. |
| ---- | --------------------- | -------------- | ------ | ----- | ----- |
| 1    | Rafa Silva            | S. L. Benfica  | 12     | 30    | 0.4   |
| 2    | Pedro Gonçalves       | Sporting C. P. | 12     | 32    | 0.38  |
| 3    | Ángel Di María        | S. L. Benfica  | 10     | 28    | 0.36  |
| 4    | Nuno Santos           | Sporting C. P. | 10     | 31    | 0.32  |
| 5    | Viktor Gyökeres       | Sporting C. P. | 10     | 33    | 0.3   |
| 6    | Cristo González Pérez | F. C. Arouca   | 9      | 34    | 0.26  |
| 7    | Orkun Kökçü           | S. L. Benfica  | 8      | 27    | 0.3   |
| 8    | Roger Fernandes       | S. C. Braga    | 7      | 14    | 0.5   |
| 9    | David Neres           | S. L. Benfica  | 7      | 24    | 0.29  |
| 10   | Rodrigo Gomes         | G. D. Estoril  | 7      | 30    | 0.23  |
| 11   | Wenderson Galeno      | F. C. Porto    | 7      | 31    | 0.23  |
| 12   | David Simão           | F. C. Arouca   | 7      | 32    | 0.22  |

### Autogoles
| Fecha | Jugador | Minuto | Local | Resultado | Visitante | Jornada |
| ----- | ------- | ------ | ----- | --------- | --------- | ------- |

| Datos actualizados a 28 de febrero de 2023 |

### Hat-tricks o pókers
Aquí se encuentra la lista de hat-tricks y póker de goles (en general, tres o más goles marcados por un jugador en un mismo encuentro) conseguidos en la temporada.
| Fecha      | Jugador                  | Goles         | Local                | Resultado | Visitante    | Jornada    |
| ---------- | ------------------------ | ------------- | -------------------- | --------- | ------------ | ---------- |
| 07/10/2023 | Héctor Hernández Marrero | 26' 81' 90+8' | Chaves               | 4 – 2     | Gil Vicente  | Jornada 8  |
| 04/11/2023 | Simon Banza              | 83' 87' 90'   | Sporting Braga       | 6 – 1     | Portimonense | Jornada 10 |
| 16/12/2023 | Rafa Mujica              | 45+1' 61' 79' | Arouca               | 3 – 0     | Gil Vicente  | Jornada 14 |
| 17/03/2024 | Viktor Gyökeres          | 45' 68' 79'   | Sporting de Portugal | 6 – 1     | Boavista     | Jornada 26 |

## Premios

### Premios mensuales
| Mes        | Entrenador del mes | Entrenador del mes   | Jugador del mes | Jugador del mes      | Gol del mes | Gol del mes       |
| Mes        | Técnico            | Equipo               | Jugador         | Equipo               | Jugador     | Equipo            |
| ---------- | ------------------ | -------------------- | --------------- | -------------------- | ----------- | ----------------- |
| Agosto     | Petit              | Boavista             | Paulinho        | Sporting de Portugal | Tiago Silva | Vitória Guimarães |
| Septiembre | Rúben Amorim       | Sporting de Portugal | Viktor Gyökeres | Sporting de Portugal | Orkun Kökçü | Benfica           |

## Fichajes

### Fichajes más caros del mercado de verano
| Jugador         | Club de destino      | Club de origen   | Precio (€) | Ref.   |
| --------------- | -------------------- | ---------------- | ---------- | ------ |
| Orkun Kökçü     | Benfica              | Feyenoord        | 25.000.000 | [ 44 ] |
| Viktor Gyökeres | Sporting de Portugal | Coventry City    | 20.000.000 | [ 45 ] |
| Arthur Cabral   | Benfica              | Fiorentina       | 20.000.000 | [ 46 ] |
| Morten Hjulmand | Sporting de Portugal | Lecce            | 18.000.000 | [ 47 ] |
| David Jurásek   | Benfica              | Slavia Praga     | 14.000.000 | [ 48 ] |
| Anatoli Trubin  | Benfica              | Shakhtar Donetsk | 10.000.000 | [ 49 ] |
| Iván Jaime      | Porto                | Famalicão        | 10.000.000 | [ 50 ] |
| Iván Fresneda   | Sporting de Portugal | Real Valladolid  | 9.000.000  | [ 51 ] |
| Nico González   | Porto                | Barcelona        | 8.400.000  | [ 52 ] |
| Alan Varela     | Porto                | Boca Juniors     | 8.000.000  | [ 53 ] |

| Datos actualizados a 6 de septiembre de 2023. Fuentes: |

### Fichajes más caros del mercado de invierno
| Jugador | Club de destino | Club de origen | Precio (€) |
| ------- | --------------- | -------------- | ---------- |

| Datos actualizados a 28 de febrero de 2023. Fuentes: |